# Radoslav Ciprys
Radoslav Ciprys (* 24. Juni 1987 in Myjava) ist ein slowakischer Fußballspieler. Der Mittelfeldspieler steht seit Januar 2010 beim FC Spartak Trnava unter Vertrag.

## Vereinskarriere
Ciprys spielte in der Jugend beim ŠK Malacky und ŠK Slovan Bratislava. Sein erster Verein war ŠK Malacky. Im Januar 2010 ist Ciprys zum Probetraining beim FC Spartak Trnava gekommen und bekam einen Profivertrag für zwei Jahre.